# Adobe Voco
Adobe Voco est un logiciel prototype d’édition et de production d'Hypertrucage Audio conçu par Adobe qui permet la création et la modification audio novatrices. Surnommé « Photoshop-for-Voice », il a été présenté pour la première fois lors de l'événement Adobe MAX en novembre 2016. La technologie présentée dans Adobe MAX était un aperçu pouvant potentiellement être intégré à Adobe Creative Cloud. À compter de juillet 2019, Adobe n'a pas encore publié d'informations supplémentaires sur une date de sortie potentielle.

## Détails techniques
Comme l'a montré la démo, le logiciel prend environ 20 minutes de la parole de la cible souhaitée, puis génère une voix identique au son même avec des phonèmes qui n'étaient pas présents dans l'exemple de la cible. Adobe a annoncé que Voco réduirait le coût de la production audio. Avec l'introduction d'Adobe Voco et du logiciel similaire WaveNet, produit par DeepMind.

## Préoccupations
Des problèmes d'éthique et de sécurité ont été soulevés concernant la possibilité de modifier un enregistrement audio pour y inclure des mots et des phrases que le locuteur d'origine n'a jamais parlé et le risque pour la biométrie à empreinte vocale.
On craint également qu’il soit utilisé conjointement avec :
- La synthèse d'images humaines ou l'Hypertrucage Visuel, qui a atteint un tel niveau de similitude depuis le début des années 2000, est très difficile à distinguer entre un humain enregistré avec une caméra et une simulation humaine.
- Manipulation vidéo des expressions faciales d'une personne en temps quasi réel à l'aide d'une vidéo RVB 2D existante.

## Alternatives
Le manque de progrès annoncé par Adobe a ouvert la possibilité à d'autres sociétés de créer des produits alternatifs à VOCO, tels que LyreBird.
WaveNet (en) est un projet de recherche similaire mais à code source ouvert de la société londonienne d’intelligence artificielle DeepMind, développé indépendamment à la même époque qu'Adobe Voco.